# Bahnstrecke Bourg-en-Bresse–Bellegarde
| Viaduc de Cize-Bolozon |                      |                                                                   |                                                                   |
| Karte der Strecke Bourg-en-Bresse–Bellegarde |                      |                                                                   |                                                                   |
| Streckennummer (SNCF): | 884 000              |                                                                   |                                                                   |
| Kursbuchstrecke (SNCF): | 525                  |                                                                   |                                                                   |
| Streckenlänge: | 64,727 km            |                                                                   |                                                                   |
| Spurweite: | 1435 mm (Normalspur) |                                                                   |                                                                   |
| Stromsystem: | 25 kV 50 Hz ~        |                                                                   |                                                                   |
| Maximale Neigung: | 35 ‰                 |                                                                   |                                                                   |
| Minimaler Radius: | 300 m                |                                                                   |                                                                   |
| Streckengeschwindigkeit: | 120 km/h             |                                                                   |                                                                   |
| Zweigleisigkeit: | nein                 |                                                                   |                                                                   |
| |                      |                                                                   |                                                                   |
| \| \| \| Bahnstrecke Mouchard–Bourg-en-Bresse v. Mouchard \| \| \| \| \| \| \| \| \| \| Bahnstrecke Chalon-sur-Saône–Bourg-en-Bresse von Chalon-sur-Saône \| \| \| \| \| \| \| \| \| \| Bahnstrecke Mâcon–Ambérieu von Mâcon \| \| \| \| 0,000 \| Bourg-en-Bresse \| Bourg-en-Bresse \| \| \| \| Bahnstrecke Lyon-Saint-Clair–Bourg-en-Bresse nach Lyon \| \| \| \| \| Bahnstrecke Mâcon–Ambérieu nach Ambérieu \| \| \| \| 7,040 \| A 40 \| A 40 \| \| \| 9,860 \| Ceyzériat \| Ceyzériat \| \| \| 12,944 \| Tunnel de Sénissiat (186 m) \| Tunnel de Sénissiat (186 m) \| \| \| 12,803 \| Sénissiat-Revonnas \| Sénissiat-Revonnas \| \| \| 15,075 \| Viaduc de Ramasse (135 m) \| Viaduc de Ramasse (135 m) \| \| \| 17,823 \| Suran (23 m) \| Suran (23 m) \| \| \| 18,900 \| Villereversure \| Villereversure \| \| \| 22,351 \| Simandre-sur-Suran \| Simandre-sur-Suran \| \| \| 23,918 \| Tunnel de Racouse (1686 m) \| Tunnel de Racouse (1686 m) \| \| \| 24,810 \| Viaduc de Cize-Bolozon (Ain; 269 m) \| Viaduc de Cize-Bolozon (Ain; 269 m) \| \| \| 25,060 \| Cize-Bolozon \| Cize-Bolozon \| \| \| 29,445 \| Tunnel de Bolozon 1 (201 m) \| Tunnel de Bolozon 1 (201 m) \| \| \| 29,696 \| Tunnel de Bolozon 2 (817 m) \| Tunnel de Bolozon 2 (817 m) \| \| \| 31,235 \| Tunnel de Mornay (2589 m) \| Tunnel de Mornay (2589 m) \| \| \| 33,466 \| Nurieux-Volognat \| Nurieux-Volognat \| \| \| \| \| \| \| \| 35,617 \| Brion-Montréal-La Cluse \| Brion-Montréal-La Cluse \| \| \| 36,800 \| A 404 \| A 404 \| \| \| \| \| \| \| \| \| \| \| \| \| \| Bahnstrecke Andelot-en-Montagne–La Cluse nach Andelot-en-Montagne \| \| \| \| \| \| \| \| \| \| \| \| \| \| 36,750 \| La Cluse \| La Cluse \| \| \| 38,645 \| Tunnel de Malatière (279 m) \| Tunnel de Malatière (279 m) \| \| \| 40,427 \| Nantua \| Nantua \| \| \| 43,199 \| Les Neyrolles \| Les Neyrolles \| \| \| 46,970 \| Tunnel de Sylans (617 m) \| Tunnel de Sylans (617 m) \| \| \| \| Anschlussgleis Glacières de Sylans \| \| \| \| 49,069 \| Charix-Lalleyriat \| Charix-Lalleyriat \| \| \| 53,748 \| Saint-Germain-de-Joux \| Saint-Germain-de-Joux \| \| \| 54,965 \| Viaduc du Tacon (115 m) \| Viaduc du Tacon (115 m) \| \| \| 57,845 \| Tunnel de Trébillet (87 m) \| Tunnel de Trébillet (87 m) \| \| \| 58,105 \| Tunnel de Crotte (137 m; aufgelassen) \| Tunnel de Crotte (137 m; aufgelassen) \| \| \| 59,214 \| Châtillon-en-Michaille \| Châtillon-en-Michaille \| \| \| 59,715 \| Tunnel de Châtillon (257 m) \| Tunnel de Châtillon (257 m) \| \| \| 63,975 \| Tunnel de Musinens (573 m) \| Tunnel de Musinens (573 m) \| \| \| \| \| \| \| \| \| \| \| \| \| 64,530 \| Bellegarde (Keilbahnhof; seit 2010) \| Bellegarde (Keilbahnhof; seit 2010) \| \| \| \| Bahnstrecke Lyon–Genève nach Genf-Cornavain \| \| \| \| 64,727 \| Bellegarde (bis 2010) \| Bellegarde (bis 2010) \| \| \| \| Bahnstrecke Lyon–Genève nach Lyon-Perrache \| \| |                      |                                                                   |                                                                   |
| |                      | Bahnstrecke Mouchard–Bourg-en-Bresse v. Mouchard                  |                                                                   |
| |                      |                                                                   |                                                                   |
| Abzweig geradeaus und ehemals von rechts |                      | Bahnstrecke Chalon-sur-Saône–Bourg-en-Bresse von Chalon-sur-Saône | Bahnstrecke Chalon-sur-Saône–Bourg-en-Bresse von Chalon-sur-Saône |
| |                      |                                                                   |                                                                   |
| Abzweig geradeaus und von rechts |                      | Bahnstrecke Mâcon–Ambérieu von Mâcon                              | Bahnstrecke Mâcon–Ambérieu von Mâcon                              |
| Bahnhof | 0,000                | Bourg-en-Bresse                                                   | Bourg-en-Bresse                                                   |
| Abzweig geradeaus und nach rechts |                      | Bahnstrecke Lyon-Saint-Clair–Bourg-en-Bresse nach Lyon            | Bahnstrecke Lyon-Saint-Clair–Bourg-en-Bresse nach Lyon            |
| Abzweig geradeaus und nach rechts |                      | Bahnstrecke Mâcon–Ambérieu nach Ambérieu                          | Bahnstrecke Mâcon–Ambérieu nach Ambérieu                          |
| Brücke | 7,040                | A 40                                                              | A 40                                                              |
| Bahnhof | 9,860                | Ceyzériat                                                         | Ceyzériat                                                         |
| Tunnel | 12,944               | Tunnel de Sénissiat (186 m)                                       | Tunnel de Sénissiat (186 m)                                       |
| ehemaliger Haltepunkt / Haltestelle | 12,803               | Sénissiat-Revonnas                                                | Sénissiat-Revonnas                                                |
| Brücke | 15,075               | Viaduc de Ramasse (135 m)                                         | Viaduc de Ramasse (135 m)                                         |
| Brücke über Wasserlauf | 17,823               | Suran (23 m)                                                      | Suran (23 m)                                                      |
| Bahnhof | 18,900               | Villereversure                                                    | Villereversure                                                    |
| Haltepunkt / Haltestelle | 22,351               | Simandre-sur-Suran                                                | Simandre-sur-Suran                                                |
| Tunnel | 23,918               | Tunnel de Racouse (1686 m)                                        | Tunnel de Racouse (1686 m)                                        |
| Brücke über Wasserlauf | 24,810               | Viaduc de Cize-Bolozon (Ain; 269 m)                               | Viaduc de Cize-Bolozon (Ain; 269 m)                               |
| Bahnhof | 25,060               | Cize-Bolozon                                                      | Cize-Bolozon                                                      |
| Tunnel | 29,445               | Tunnel de Bolozon 1 (201 m)                                       | Tunnel de Bolozon 1 (201 m)                                       |
| Tunnel | 29,696               | Tunnel de Bolozon 2 (817 m)                                       | Tunnel de Bolozon 2 (817 m)                                       |
| Tunnel | 31,235               | Tunnel de Mornay (2589 m)                                         | Tunnel de Mornay (2589 m)                                         |
| Bahnhof | 33,466               | Nurieux-Volognat                                                  | Nurieux-Volognat                                                  |
| Verschwenkung von links · Verschwenkung von rechts |                      |                                                                   |                                                                   |
| Strecke · Haltepunkt / Haltestelle | 35,617               | Brion-Montréal-La Cluse                                           | Brion-Montréal-La Cluse                                           |
| Strecke mit Straßenbrücke Streckenanfang · Strecke mit Straßenbrücke Streckenende | 36,800               | A 404                                                             | A 404                                                             |
| Abzweig geradeaus und ehemals nach links · Abzweig geradeaus und ehemals von rechts |                      |                                                                   |                                                                   |
| |                      |                                                                   |                                                                   |
| Strecke · Abzweig nach links und ehemals von links |                      | Bahnstrecke Andelot-en-Montagne–La Cluse nach Andelot-en-Montagne | Bahnstrecke Andelot-en-Montagne–La Cluse nach Andelot-en-Montagne |
| |                      |                                                                   |                                                                   |
| Verschwenkung nach links · Verschwenkung nach rechts (Strecke außer Betrieb) |                      |                                                                   |                                                                   |
| ehemaliger Bahnhof | 36,750               | La Cluse                                                          | La Cluse                                                          |
| Tunnel | 38,645               | Tunnel de Malatière (279 m)                                       | Tunnel de Malatière (279 m)                                       |
| ehemaliger Bahnhof | 40,427               | Nantua                                                            | Nantua                                                            |
| ehemaliger Haltepunkt / Haltestelle | 43,199               | Les Neyrolles                                                     | Les Neyrolles                                                     |
| Tunnel | 46,970               | Tunnel de Sylans (617 m)                                          | Tunnel de Sylans (617 m)                                          |
| Abzweig geradeaus und ehemals von links |                      | Anschlussgleis Glacières de Sylans                                | Anschlussgleis Glacières de Sylans                                |
| ehemaliger Bahnhof | 49,069               | Charix-Lalleyriat                                                 | Charix-Lalleyriat                                                 |
| ehemaliger Bahnhof | 53,748               | Saint-Germain-de-Joux                                             | Saint-Germain-de-Joux                                             |
| Brücke | 54,965               | Viaduc du Tacon (115 m)                                           | Viaduc du Tacon (115 m)                                           |
| Tunnel | 57,845               | Tunnel de Trébillet (87 m)                                        | Tunnel de Trébillet (87 m)                                        |
| | 58,105               | Tunnel de Crotte (137 m; aufgelassen)                             | Tunnel de Crotte (137 m; aufgelassen)                             |
| ehemaliger Haltepunkt / Haltestelle | 59,214               | Châtillon-en-Michaille                                            | Châtillon-en-Michaille                                            |
| Tunnel | 59,715               | Tunnel de Châtillon (257 m)                                       | Tunnel de Châtillon (257 m)                                       |
| Tunnel | 63,975               | Tunnel de Musinens (573 m)                                        | Tunnel de Musinens (573 m)                                        |
| Verschwenkung von links (Strecke außer Betrieb) · Verschwenkung von rechts |                      |                                                                   |                                                                   |
| Abzweig ehemals geradeaus und von links · Abzweig geradeaus und von rechts |                      |                                                                   |                                                                   |
| Strecke · Bahnhof | 64,530               | Bellegarde (Keilbahnhof; seit 2010)                               | Bellegarde (Keilbahnhof; seit 2010)                               |
| Strecke · Strecke nach links |                      | Bahnstrecke Lyon–Genève nach Genf-Cornavain                       | Bahnstrecke Lyon–Genève nach Genf-Cornavain                       |
| ehemaliger Bahnhof | 64,727               | Bellegarde (bis 2010)                                             | Bellegarde (bis 2010)                                             |
| |                      | Bahnstrecke Lyon–Genève nach Lyon-Perrache                        |                                                                   |

Die Bahnstrecke Bourg-en-Bresse–Bellegarde (französisch Ligne du Haut-Bugey oder Ligne des Carpates) ist eine französische Eisenbahnlinie, die Bourg-en-Bresse über Nantua mit Bellegarde-sur-Valserine verbindet. Diese größtenteils eingleisige Strecke durch das Juragebirge hat eine Länge von 65 Kilometern. Sie weist Kurvenradien von minimal 300 m und Steigungen bis zu 35 Promille auf. Seit der Wiedereröffnung im Jahr 2010 fahren die TGV-Züge zwischen Paris und Genf über diese Strecke.

## Geschichte und Bau

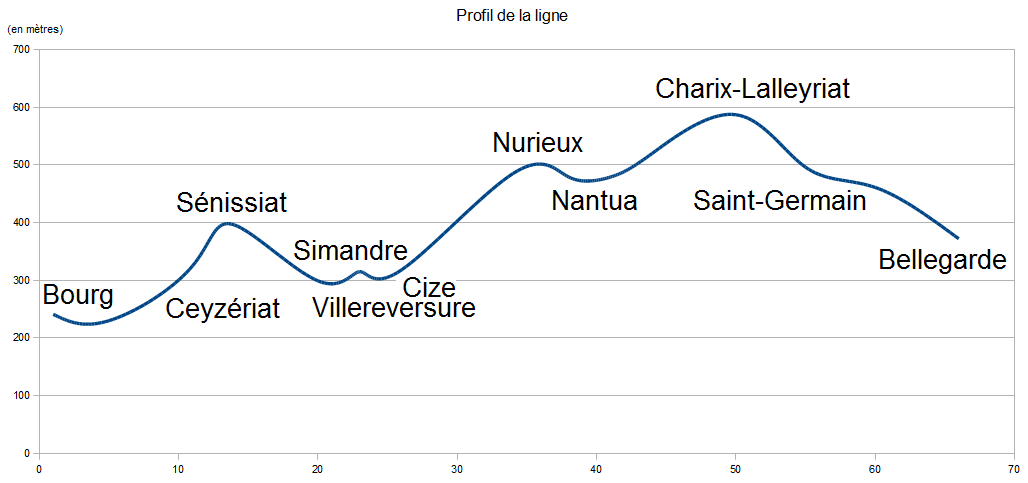
Profil der Bahnstrecke Bourg-en-Bresse–Bellegarde

Die Geschichte der Bahn begann im Jahr 1866. Die Compagnie des Dombes et des Chemins de Fer du Sud Est beschloss eine Verbindung zwischen Bourg en Bresse und Bellegarde über Nantua herzustellen. Am 10. März 1876 wurde der erste Abschnitt mit einer Länge von 22 Kilometern zwischen Bourg-en-Bresse und Simandre-sur-Suran eröffnet. Am 6. Juli des selbigen Jahres wurde die Strecke um drei Kilometer nach Bolozon verlängert. Am 29. März 1877 wurde die Streckenverlängerung nach La Cluse eröffnet. Am 1. April 1882 war die gesamte Strecke befahrbar. Zwei Jahre später wird die Strecke an die Compagnie des chemins de fer de Paris à Lyon et à la Méditerranée übertragen.
Während des Zweiten Weltkriegs erlitt die Strecke einige Beschädigungen.
Nachdem ab 1990 der Streckenabschnitt La Cluse–Bellegarde nicht mehr befahren wurde, wurde der Bahnhof La Cluse zum Kopfbahnhof, in dem die Züge von Bourg-en-Bresse, die auf die in La Cluse abzweigende Strecke in Richtung Oyonnax–Saint-Claude abbogen, die Fahrtrichtung wechseln mussten. Um den Betrieb zu vereinfachen, wurde 1996 eine neue Verbindungskurve zur Strecke in Richtung Oyonnax–Saint-Claude gebaut, so dass der Fahrtrichtungswechsel der Züge von Bourg-en-Bresse nach Oyonnax entfiel. In diesem Zusammenhang wurde westlich der neuen Verbindungskurve der neue Haltepunkt Brion-Montréal-La Cluse eingerichtet; der alte Bahnhof La Cluse wurde nicht mehr bedient.
Ab September 2005 wurde für die Zeit der Bauarbeiten auf dem bis dahin noch befahrenen Streckenteil Bourg en Bresse–Brion-Montréal-La Cluse (– Oyonnax) ein Schienenersatzverkehr mit Bussen eingerichtet.

## Revitalisierung der Strecke
Die Revitalisierung der Strecke im Rahmen des Anschlusses der Schweiz an das europäische Eisenbahn-Hochleistungsnetz wurde als deutlich kostengünstigere Alternative zum Neubau einer Hochgeschwindigkeitsstrecke gewählt. Die 2010 wiedereröffnete und nun elektrifizierte Strecke ist um 47 Kilometer kürzer als die vorher genutzte Bestandsstrecke via Ambérieu und Culoz. Auf vielen Teilabschnitten können nur Geschwindigkeiten bis 90 km/h gefahren werden, die maximale Höchstgeschwindigkeit liegt bei 120 km/h. Einzelne ohne Halt verkehrende TGV erreichten eine Reisezeit Paris–Genf von knapp drei Stunden. Bei den Zügen mit Unterwegshalt beträgt die Reisezeit meist 3:11 Stunden. So ergab sich eine Reisezeitverkürzung von rund 20 Minuten gegenüber ehemals 3,5 Stunden Reisezeit. Dies war geringer als erwartet, was in Genf zu Kritik führte an der Verwendung des Schweizer Beitrags an die  Bauinvestitionen.

### Die Bauarbeiten
Die Bauarbeiten begannen 2007. Nach der ursprünglichen Planung hätte die Strecke im September 2009 in Betrieb gehen sollen. Der Bau kostet 341 Millionen Euro. Der französische Staat zahlt davon 127,45 Millionen Euro und die Schweiz zahlt 110 Millionen Euro. Andere Mittel werden von der Réseau ferré de France mit 79,15 Millionen Euro aufgebracht, der Rest wird von der Region und den Anliegergemeinden gezahlt. Die ganze Strecke wird neu gebaut. Die bisherigen Kunstbauten werden erneuert. Unter anderem mussten die Tunnels wegen des für den elektrischen Betrieb (Oberleitung) benötigten Lichtraumprofils ausgebaut werden. Dazu wurde die Tunnelsohle abgesenkt. Von den 58 Bahnübergängen wurden 18 geschlossen und alle 40 restlichen neu aufgebaut, insgesamt erscheint die Strecke seit Ende 2010 wie neu. Die Strecke wurde mit Wechselstrom 25 kV 50 Hz elektrifiziert. Die Bestandsstrecke Bourg-en-Bresse–Ambérieu–Culoz–Bellegarde dagegen ist mit 1,5 kV Gleichstrom elektrifiziert.

### Bahnhöfe

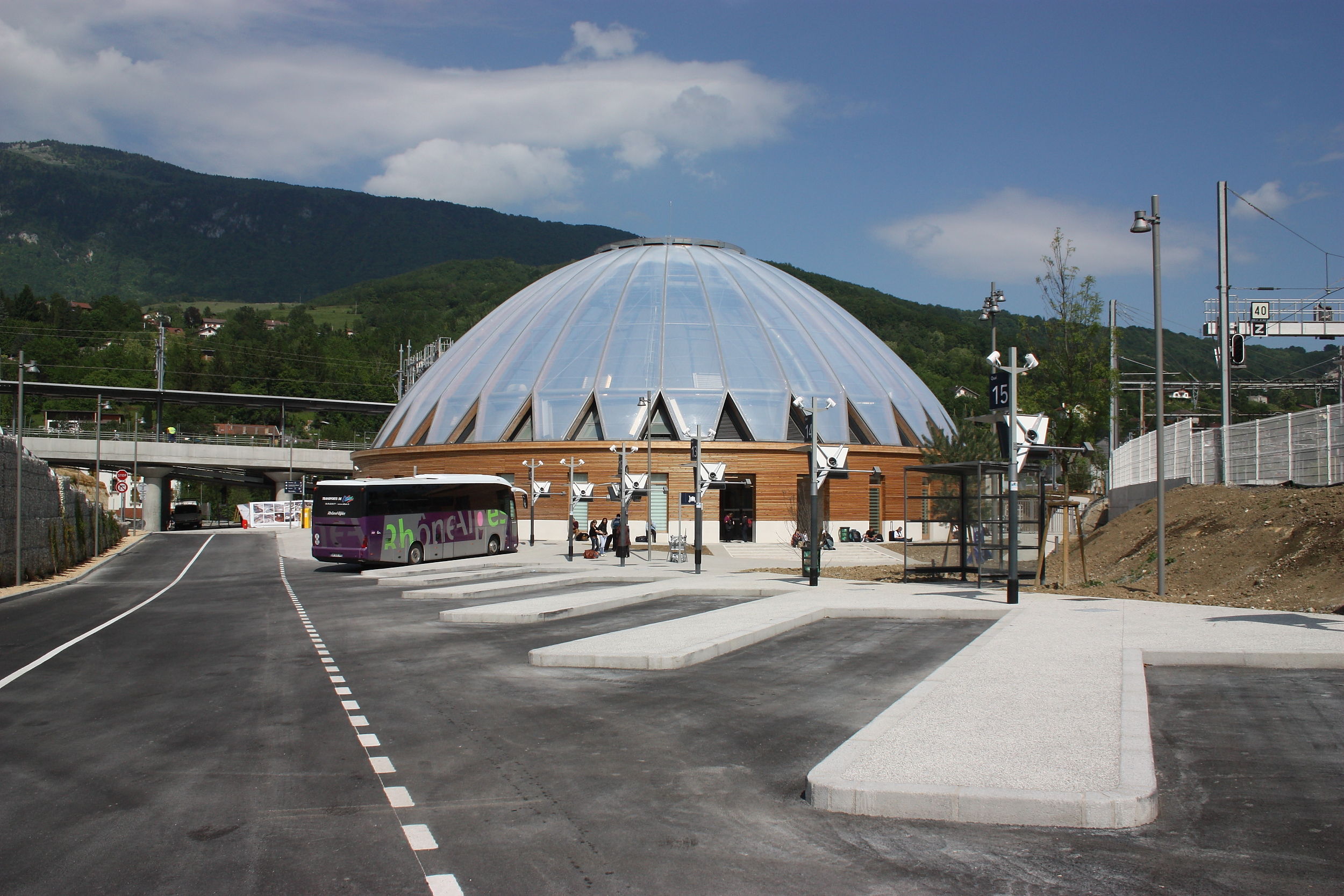
Der Bahnhof Bellegarde TGV

Die Strecke hat zwei komplett neue Bahnhöfe: Bellegarde TGV und Nurieux. Die Bahnhöfe, die von den Nahverkehrszügen (TER) angefahren werden, sind Ceyzériat, Sénissiat-Revonnas, Villereversure, Simandre-sur-Suran und Brion-Montréal La Cluse. Die Bahnhöfe auf dem Abschnitt La Cluse–Bellegarde wurden nicht wieder aufgebaut, weil bisher nicht geplant ist, dort Regionalzüge fahren zu lassen.

### Betrieb
Zwischen Bourg-en-Bresse und Bellegarde befahren 2011 täglich pro Richtung bis zu neun TGV der Relation Paris–Genf die Strecke. Davon hält jeweils einer im Bahnhof Nurieux. Den Abschnitt Bourg-en-Bresse–Brion-Montréal-la-Cluse befährt zusätzlich pro Richtung täglich ein TER-Zug der Relation Bourg-en-Bresse–Oyonnax–Saint Claude. Planmäßiger Güterverkehr findet auf der Strecke derzeit nicht statt.

## Streckenverlauf
Bourg-en-Bresse im Tal der Reyssouze wird ostwärts verlassen, um den Jura quer zu seiner Höhenfaltung zu durchmessen. Dabei erfolgt der Durchritt durch den ersten, noch vergleichsweise niedrige Höhenzug in einer Pforte bei Revonnas, um ins Tal des Suran zu gelangen, dessen Nord-Süd-Verlauf kurz nordwärts gefolgt wird, ehe die nächste Faltungs-Bergkette im Tunnel von Racouse – direkt auf das Cize-Bolozon-Viadukt über dem in einer Schleife tief eingegrabenen Ain – unterfahren wird. Am nördlichen Talhang steigt die Strecke dann weiter an bis zum Tunnel de Mornay (2,5 Kilometer lang) an, der unter der nächsten Gebirgsfalte in ein Hochbecken, das vom Oignin entwässert wird, führt. Hier wurde die Strecke nach Andelot-en-Montagne via Oyonnax im Zuge der Revitalisierung bei Montréal-la-Cluse neu eingebunden. Am Südufer des Lac de Nantua geht es dann über Nantua zum Kulminationspunkt der Strecke beim Westende des Lac de Sylans im gleichnamigen Tunnel, hinter dem auch (zunächst einem Oberlauf) der Semine an deren südlichem Talhang bis zum Endpunkt der Strecke gefolgt wird.
Parallel dazu verläuft die Autoroute A 40 bis Bellegarde im Tal der Rhone, wo im seit 2010 eingerichteten Keilbahnhof Anschluss an die Bahnstrecke Lyon–Genève besteht.